# 施如璋
施如璋（1915年—2003年8月7日），女，福建福州人，中华人民共和国基督教人物，曾任中华基督教女青年会全国协会会长，中国基督教协会副会长，上海市政协副秘书长，第三、五届全国人大代表，第二、三、六、七、八届全国政协委员。